# Налимова Тетяна Борисівна
Тетяна Борисівна Налимова (29 жовтня 1915 - 28 жовтня 1995) — радянська тенісистка і тенісний тренер, заслужений майстер спорту СРСР (1948), заслужений тренер РРФСР (1968). Налимова, дворазова фіналістка чемпіонатів СРСР в жіночому одиночному розряді, 21 разів ставала чемпіонкою СРСР в жіночому і змішаному парному розряді і 4 рази вигравала Кубок СРСР у складі команди « Динамо ». Лідер внутрішнього рейтингу СРСР в 1943 році. Член Зали російської тенісної слави (з 2015 року).

## Біографія
Тетяна Налимова, яка народилася в 1915 році, почала грати в теніс в 12-річному віці на кортах Тярлева, де її батьки знімали дачу. Через три роки, вже обігруючи всіх місцевих любительок, дівчинка взяла участь у першості Ленінграда по першому розряду і домоглася перемоги. Через рік на черговому першості Ленінграда на неї звернув увагу В'ячеслав Мультіно, який запросив її тренуватися в клубі «Динамо» на Крестовському острові. Там її тренером стала дружина Мультіно - Зінаїда Клочкова, під чиїм керівництвом Налимова виробила гостру атакуючу манеру гри .
Налимова стала одним з провідних парних гравців СРСР. Едуард Негребецький відгукувався про її стиль гри так: «У Налимової була чисто" чоловіча "гра. Зазвичай в грі змішаної пари чоловік контролює три чверті майданчика. З Налимовою можна було ділити майданчик навпіл. Вона відмінно грала у сітки з льоту. Та й подача у неї була дуже сильною »  . У 1936 році вона завоювала своє перше звання чемпіонки СРСР, перемігши в змішаному парному розряді з Євгеном Кудрявцевим. Вони повторили цей результат на наступний рік, коли Налимова стала чемпіонкою і в жіночих парах - з Ксенією Долголенко, а також чемпіонкою Ленінграда в одиночному і парному розряді  . До початку війни вона ще раз виграла чемпіонат СРСР в жіночих парах і один раз в міксті (з Негребецьким  ) і тричі програвала у фіналах .
У роки Великої Вітчизняної війни Налимова залишалася в Ленінграді, переживши там блокаду, в яку помер від голоду її батько. Працювала в Куйбишевському райвійськкоматі інструктором штикового бою. У липні 1943 року виграла чемпіонат Ленінграда, в якому брали участь вісім тенісисток, перемігши у фіналі Клочкову. У серпні того ж року разом з Клочкової взяла участь у відкритому чемпіонаті Москви, куди ленінградок переправили військовим літаком. Там вони стали переможницями в парному розряді, а в одиночному Налимова стала чемпіонкою після перемоги в фіналі над Надією Белоненко. За словами спортивного журналіста Юрія Зерчанінова, «[нав] ряд чи нова чемпіонка Москви Тетяна Налимова перевершила суперниць класом гри. Але за нею було вище право на цю перемогу - вона її вистраждала » .
У повоєнні роки Налимова двічі - в 1949 і 1952 роках - ставав фіналісткою чемпіонатів СРСР в одиночному розряді , а число перемог в парних розрядах довела до 21 (12 в жіночих і 9 в змішаних парах). 10 титулів в жіночому парному розряді вона завоювала з Галиною Коровіною, 5 титулів в міксті - з Негребецьким . У 1952 році вона стала переможницею Всесоюзних зимових змагань в одиночному розряді. Ці змагання вона також вигравала вісім разів в жіночому парному розряді (з 1946 по 1953 рік) і п'ять разів на міксті. Чотири рази (в 1938 і з 1946 по 1948 роки) Налимова ставала володаркою командного Кубка СРСР у складі команди «Динамо». 33 рази вона перемагала в різних розрядах на першостях Ленінграда. У період з 1937 по 1954 рік Налимова входила в десятку найсильніших тенісисток СРСР, зайнявши в ній перше місце в 1943 році. У 1948 році їй було присвоєно звання заслуженого майстра спорту СРСР .
За межами корту Налимова, яка закінчила курси іноземних мов, працювала викладачкою німецької мови, але потім почала тренерську кар'єру. У 1950-ті роки вона закінчила спочатку Ленінградський технікум фізкультури, а пізніше Інститут фізичної культури імені Лесгафта і з кінця 1950-х років працювала тенісним тренером в суспільстві «Динамо». У 1968 році їй було присвоєно звання заслуженого тренера РРФСР . Серед вихованців Налимова - майстер спорту СРСР міжнародного класу, призер чемпіонатів СРСР і переможниця міжнародних турнірів  Анна Красько, а також майстри спорту Сергій Бурий, Сергій Василевський, Ніна Іванова, Ірина Михальова, Андрій Насєдкін, Сергій Павловський та Вадим Федотов .
Тетяна Налимова померла в 1995 році. Її пам'яті присвячений проходить з 1996 року в Санкт-Петербурзі дитячий тенісний Меморіал Т. Налимової і Е. Негребецького  . У 2015 році ім'я Тетяни Налимової було включено до списків Залу російської тенісної слави в номінації «Піонери вітчизняного тенісу»  .